# Swan House
Swan House è un palazzo di Atlanta, nello stato della Georgia, negli Stati Uniti d'America. 

## Storia
Swan House venne costruita nel 1928 per conto di Edward ed Emily Inman, la cui precedente abitazione di Ansley Park era stata distrutta a causa di un incendio nel 1924. Swan House venne progettata da Philip T. Shutze, membro della Hentz, Reid & Adler. Edward Inman morì nel 1931, ma Emily e la sua famiglia vissero nella casa fino al 1965. Nel 1966, fu acquisita dall'Atlanta History Center. Nel 1967 venne aperta al pubblico, diventando una casa-museo e il quartier generale dell'Atlanta Historical Society.
Nel 1977 la villa venne inserita nel Registro nazionale dei luoghi storici. Nel 1989 entrò nell'elenco delle Atlanta Landmark Building.
Negli anni novanta Swan House subì degli interventi di rinnovamento.
Swan House è il palazzo del presidente Snow della saga Hunger Games e compare nelle pellicole La ragazza di fuoco (2013) e Il canto della rivolta - Parte 2 (2015).